# 케일로르 나바스
케일로르 안토니오 나바스 감보아(스페인어: Keilor Antonio Navas Gamboa, 아메리카 스페인어 발음: ['kejlor an'tonjo 'na.βas ɣam'bo.a], 1986년 12월 15일~)는 코스타리카의 축구 선수로 포지션은 골키퍼이다.
사프리사에서 데뷔한 그는 알바세테로 이적했다가, 라 리가의 레반테의 일원이 되었다. 나바스는 2014년, €10M에 레알 마드리드 일원이 되었다.
나바스는 2008년에 국가대표팀 신고식을 치른 후 100경기 이상 코스타리카 대표로 활약했다. 그는 두 차례의 CONCACAF 골드컵과 2014년 FIFA 월드컵에 참가했었다. 후자의 대회에서는 인상적인 활약을 펼쳐 조국의 8강행에 큰 공을 세웠다. 2017년 1월 10일(현지시간) '2016 이베로-아메리칸 플레이어'에서 EFE 최우수 선수상을 수상했다.

## 클럽 경력

### 사프리사
산호세주 페레스셀레돈현 산이시드로데엘헤네랄 출신으로, 나바스는 2005년 11월 6일, 카르멜리타와의 리그 경기에서 사프리사 선수 신분으로 프로 무대에 데뷔했다. 그는 사프리사 소속으로 보낸 뒤의 두 시즌 동안 주전 선수로 활약해 리그를 6번, 우승했고, 2005년에는 CONCACAF 챔피언스리그 우승도 차지했다.

### 알바세테
2010년 7월, 나바스는 20년전에 같은 국적과 같은 골키퍼였던 루이스 코네호를 영입했었던 스페인 세군다 디비시온의 알바세테와 계약하였다. 그는 첫 시즌에 총 42번의 경기 중 36번의 경기에 나섰지만, 소속 구단은 리그 최하위를 차지해 강등의 쓴맛을 봤다.

### 레반테
2011-12 시즌, 나바스는 레반테로 1년간 임대되어 라 리가 무대를 밟았다. 그는 2012년 5월 13일, 아틀레틱 빌바오와의 리그 최종전에서 데뷔전을 치렀고, 소속팀은 3-0으로 홈에서 승리를 쟁취해 사상 첫 UEFA 유로파리그 진출권을 획득했고, 같은해 7월에 3년 계약을 맺고 정식적으로 발렌시아 연고 구단의 일원이 되었다. 처음에 구스타보 무누아에 밀렸지만, 2013-14 시즌에는 레반테의 주전 수문장으로 맹활약해 아틀레티코 마드리드의 티보 쿠르투아와 말라가의 윌리 카바예로와 함께 최우수 골키퍼 후보에 올라 사모라 트로피를 놓고 경쟁했다. 2014년 3월, 그는 라리가 이달의 선수로 선정되었는데, 골키퍼로 이 상을 받은 것은 그가 처음이다.

### 레알 마드리드
2014년 8월 3일, 레알 마드리드가 인수 조항에 명시된 €10M을 지불하면서, 나바스는 구단과 6년 계약을 체결했다. 그는 8월 12일에 공식전에 처음으로 불려 나와 카디프 시티 스타디움에서 열린 세비야와의 UEFA 슈퍼컵 2014 경기에서 이케르 카시야스에 밀려 벤치에 앉아서 레알 마드리드가 2-0으로 이기는 것을 지켜보았다. 나바스는 9월 23일, 엘체와의 산티아고 베르나베우 홈경기에 처음 출전했고, 팀은 5-1 승리를 거두었다. 12월 20일, 그는 모로코에서 열린 산로렌소와의 FIFA 클럽 월드컵 결승전에서도 결장했다.
카시야스가 레알 마드리드를 떠나면서, 나바스는 2015-16 시즌을 앞두고 등번호 1번의 주인이 되었다. 마드리드는 2015년 8월 31일에 맨체스터 유나이티드의 다비드 데 헤아를 나바스와 바꾸는 협상을 부분적으로 합의했지만, 스페인 이적시장이 끝나기 전까지 FIFA에 문서가 제출되지 않아 결렬되었다.
그는 UEFA 챔피언스리그 2015-16의 우승 주역으로 활약했다. 그는 레알 마드리드 선수로 UEFA 챔피언스리그 신기록을 세웠는데, 처음 8경기를 무실점으로 마쳤다. 이 중 6경기를 2015-16 시즌에 치렀다. 그는 에드빈 판 데르 사르를 제치고 옌스 레만을 제치고 이 부문에서 2위를 차지했다. 그는 2015-16 시즌동안 가장 꾸준한 수문장으로 11경기에서 3골만 허용했고, 9경기를 무실점으로 마감했다.
그리고, UEFA 챔피언스리그 2017-18의 우승을 이끌어냈으며, 레알 마드리드가 챔피언스리그 3연패 기록하는데 일조하였다.

### 파리 생제르맹
2019년 9월 2일, 파리 생제르맹으로 이적했다.

## 국가대표팀 경력

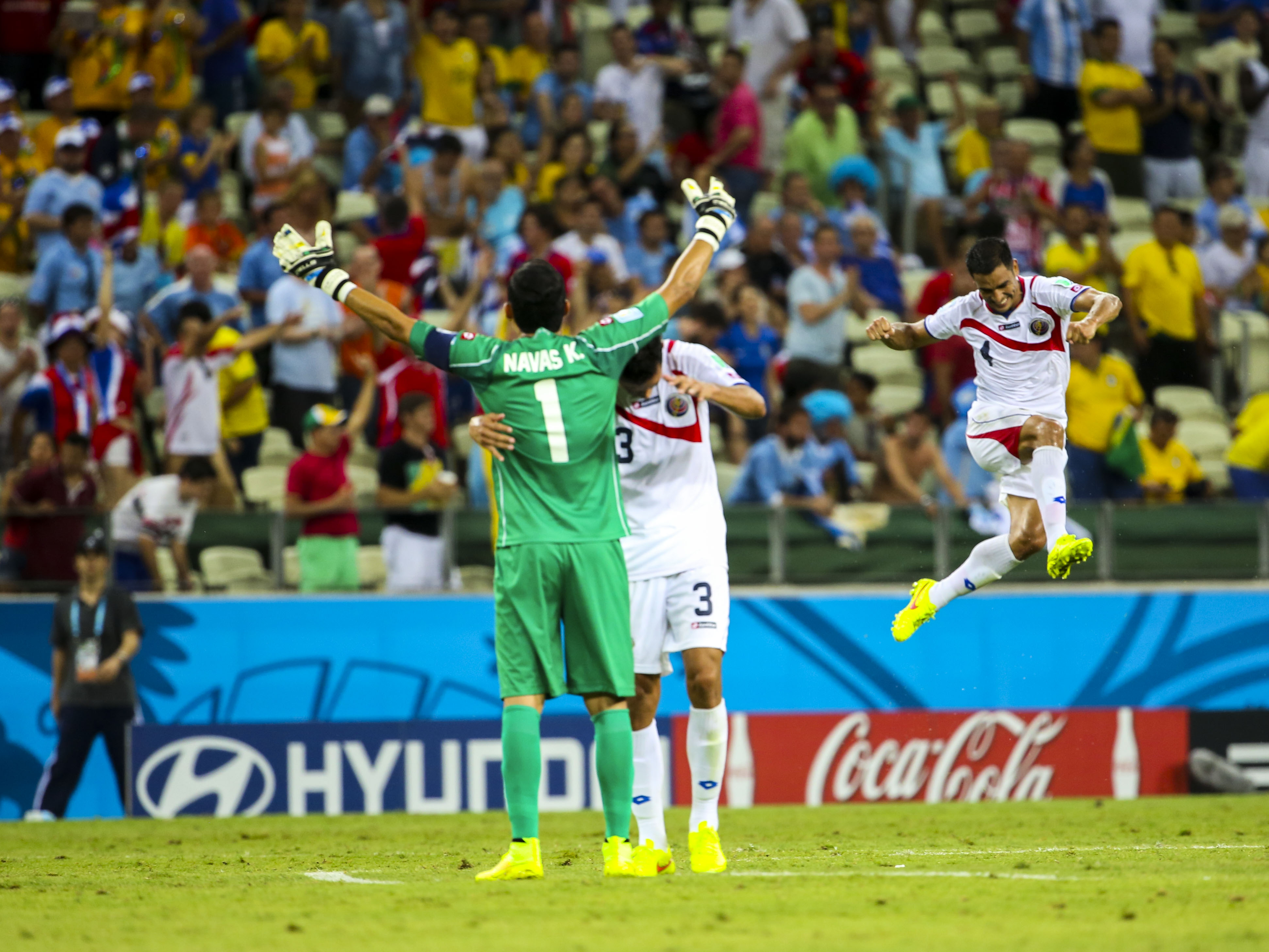
2014년 FIFA 월드컵에서 우루과이전 승리를 자축하는 코스타리카 국가대표 나바스와 히안카를로 곤살레스

나바스는 핀란드에서 열린 2003년 FIFA U-17 세계 축구 선수권 대회의 코스타리카 대표로 참가했다. 그는 2006년 8월, 오스트리아와 스위스와의 유럽 친선 대회에 참가하기 위해 성인 국가대표팀에 처음으로 부름을 받았다. 나바스가 처음 출전한 경기는 수리남과의 2010년 FIFA 월드컵 3차 예선 원정 경기에 처음으로 국제 무대를 밟았고, 이 경기에서 4-1로 이겨 다음 라운드 진출을 확정지었다. 나흘 후, 에스타디오 리카르도 사프리사에서 열린 아이티와의 경기에서 국가대표팀 경기 첫 무실점을 기록했고, 자국은 2-0으로 이겼다. 코스타리카는 결국 대회의 대륙간 플레이오프에 나갔지만, 우루과이에 석패해 대회에 나가지 못했다.
나바스는 로스 티코스 (Los Ticos) 일원으로 두 차례의 CONCACAF 골드컵에 나갔었고, 2009년 대회는 조국의 준결승행에 일조했다. 그는 2년 후에도 8강행을 도왔지만 부상으로 2013년 대회를 나가지 못했고, 2015년 대회도 마찬가지로 나가지 못했다.

### 2014년 FIFA 월드컵

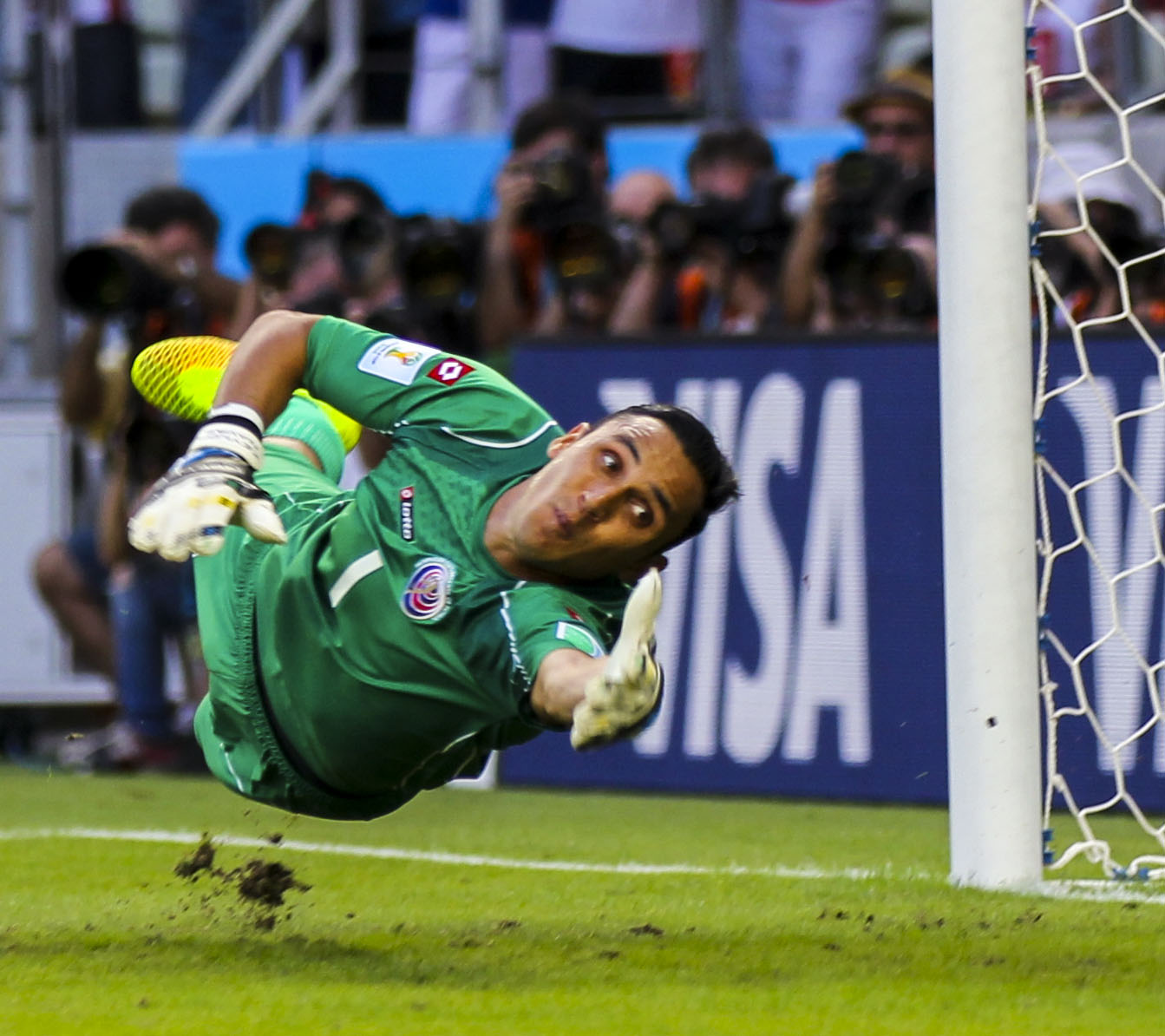
2014년 FIFA 월드컵에서 코스타리카 대표로 활약하는 나바스

2014년 6월 14일, 우루과이와 포르탈레자에서 벌인 조별 리그 일전에서 FIFA 월드컵 본선 데뷔전을 치러 3-1 승리를 일조했는데, 3번의 조별 리그 경기에서 단 한골만 내주었고, 코스타리카는 조 1위로 결선 토너먼트에 진출했다.
6월 29일, 그리스와의 16강전에서는 정규 시간에 수 차례 경이로운 선방을 보였고, 승부차기에서는 테오파니스 게카스를 막아내어 코스타리카의 사상 첫 대회 8강을 이끌어내 최우수 선수로 선정되었다.
그는 5번의 경기에서 3번의 경기를 무실점으로 막아냈는데, 조국은 네덜란드에게 승부차기로 져 탈락했지만, 나바스는 3번째로 경기 최우수 선수로 뽑혔다. 그는 골든 글러브 후보로도 뽑혔지만, 이 상의 주인은 독일의 마누엘 노이어가 되었다.

## 경력 통계

### 클럽
2025년 2월 24일 기준
| 클럽                   | 시즌    | 리그              | 리그 | 리그 | 컵1  | 컵1  | 대륙 | 대륙 | 기타 | 기타 | 합계 | 합계 |
| 클럽                   | 시즌    | 리그명            | 출장 | 득점 | 출장 | 득점 | 출장 | 득점 | 출장 | 득점 | 출장 | 득점 |
| ---------------------- | ------- | ----------------- | ---- | ---- | ---- | ---- | ---- | ---- | ---- | ---- | ---- | ---- |
| 사프리사               | 2008–09 | 프리메라 디비시온 | 0    | 0    | 0    | 0    | 0    |      |      |      |      |      |
| 사프리사               | 2009–10 | 프리메라 디비시온 | 27   | 0    | 0    | 0    | 4    | 0    |      |      | 31   | 0    |
| 알바세테               | 2010–11 | 세군다 디비시온   | 36   | 0    | 0    | 0    | 0    | 0    |      |      | 36   | 0    |
| 레반테                 | 2011–12 | 라리가            | 1    | 0    | 5    | 0    | 0    | 0    |      |      | 6    | 0    |
| 레반테                 | 2012–13 | 라리가            | 9    | 0    | 4    | 0    | 12   | 0    |      |      | 25   | 0    |
| 레반테                 | 2013–14 | 라리가            | 37   | 0    | 2    | 0    | 0    | 0    |      |      | 39   | 0    |
| 레알 마드리드          | 2014–15 | 라리가            | 6    | 0    | 3    | 0    | 2    |      |      |      |      |      |
| 레알 마드리드          | 2015–16 | 라리가            | 34   | 0    | 0    | 0    | 11   | 0    |      |      | 45   | 0    |
| 레알 마드리드          | 2016–17 | 라리가            | 27   | 0    | 0    | 0    | 3    | 0    | 2    | 0    | 41   | 0    |
| 레알 마드리드          | 2017-18 | 라리가            | 27   | 0    | 1    | 0    | 11   | 0    | 5    | 0    | 44   | 0    |
| 레알 마드리드          | 2018-19 | 라리가            | 10   | 0    | 7    | 0    | 3    | 0    | 1    | 0    | 21   | 0    |
| 파리 생제르맹          | 2019-20 | 리그 1            | 21   | 0    | 5    | 0    | 9    | 0    |      |      | 35   | 0    |
| 파리 생제르맹          | 2020-21 | 리그 1            | 29   | 0    | 4    | 0    | 12   | 0    |      |      | 45   | 0    |
| 파리 생제르맹          | 2021-22 | 리그 1            | 21   | 0    | 1    | 0    | 3    | 0    | 1    | 0    | 26   | 0    |
| 파리 생제르맹          | 2022-23 | 리그 1            |      |      | 2    | 0    |      |      |      |      | 2    | 0    |
| 파리 생제르맹          | 2023-24 | 리그 1            | 4    | 0    | 2    | 0    |      |      |      |      | 6    | 0    |
| 노팅엄 포리스트 (임대) | 2022-23 | 프리미어리그      | 17   | 0    |      |      |      |      |      |      | 17   | 0    |
| 뉴웰스 올드 보이스     | 2025    | 프리메라 디비온   | 5    | 0    |      |      |      |      |      |      | 5    | 0    |

### 국가대표
| 코스타리카 | 코스타리카 | 코스타리카 |
| 연도       | 출장       | 득점       |
| ---------- | ---------- | ---------- |
| 2008       | 2          | 0          |
| 2009       | 14         | 0          |
| 2010       | 5          | 0          |
| 2011       | 11         | 0          |
| 2012       | 10         | 0          |
| 2013       | 8          | 0          |
| 2014       | 10         | 0          |
| 2015       | 4          | 0          |
| 2016       | 5          | 0          |
| 2017       | 7          | 0          |
| 2018       | 10         | 0          |
| 2019       | 5          | 0          |
| 2020       | 1          | 0          |
| 2021       | 8          | 0          |
| 2022       | 10         | 0          |
| 2023       | 2          | 0          |
| 2024       | 2          | 0          |
| 합계       | 114        | 0          |

## 수상

#### 사프리사
- 코스타리카 프리메라 디비시온: 2005-06, 2006-07, 2007 아페르투라, 2008 클라우수라, 2008 아페르투라, 2010 클라우수라

#### 레알 마드리드
- 라리가 : 2016-17
- 수페르코파 데 에스파냐 : 2017
- UEFA 챔피언스리그: 2015–16, 2016–17, 2017–18
- UEFA 슈퍼컵: 2014,[16] 2017
- FIFA 클럽 월드컵: 2014[18], 2016, 2017, 2018

#### 파리 생제르맹
- 리그 1 : 2019-20, 2021-22
- 쿠프 드 프랑스 : 2019-20, 2020-21
- 쿠프 드 라 리그 : 2019-20
- 트로페 데 샹피옹 : 2020, 2022

### 개인
- 라리가 최우수 골키퍼 : 2013–14[13]
- 라리가 이 달의 선수 : 14년 3월
- 리그앙 올해의 팀 : 2020-21
- 리그앙 최우수 골키퍼 : 2020-21
- 리그앙 이 달의 선수 : 21년 3월
- UEFA 챔피언스리그 최우수 골키퍼 : 2017-18
- UEFA 챔피언스리그 시즌의 스쿼드 : 2017-18
- 골드컵 최우수 골키퍼 : 2009
- 골드컵 대회 베스트 : 2009[25]
- 북중미 올해의 선수 : 2014, 2017
- 북중미 올해의 팀 : 2016, 2017, 2018
- 북중미 올해의 골키퍼 : 2014, 2017, 2018
- ESM 올해의 팀 : 2015-16
- 트로페오 EFE : 2016
- 이베로-아메리칸 커뮤니티 트로피 : 2017
- 2014년 FIFA 월드컵 MoM : vs. 잉글랜드 (조별리그), vs. 그리스 (16강전), vs. 네덜란드 (8강전)

## 개인사
나바스는 그리스도교도이다. 그는 믿음에 "나의 신이 먼저 오신다. 경기 전에 나는 무릎을 꿇고, 팔을 벌리고 기도한다 ... 내가 가장 좋아하는 성경의 글귀는 갈라디아인들에게 보낸 편지 1장 10조로, 다음과 같다: "내 자신이 사람을 기쁘게 하려거든, 예수의 하인이 되지 않으리다." 2014년 12월 3일, 나바스는 스페인 시민권을 획득했다고 밝혔다.